# Тайнитцер, Альфред
А́льфред Та́йнитцер (нем. Alfred Teinitzer; 29 июля 1929, Вена — 20 апреля 2021) — австрийский футболист, игравший на позиции полузащитника. Бронзовый призёр чемпионата мира 1954 года в составе национальной сборной Австрии.

## Клубная карьера
Тайнитцер начинал свою карьеру в составе клубов «ЛАК» и «Зиммеринг». Во взрослом футболе Альфред дебютировал в 1949 году за клуб «Рапид» (Вена), в котором провёл три сезона. В этом клубе он выходил на поле редко, однако сумел забить 7 голов в 11 матчах. В составе этой команды он дважды становился чемпионом Австрии в сезонах 1950/1951 и 1951/1952 и завоевал Кубок Центропы.
С 1952 года выступал за ЛАСК и стал капитаном команды. В составе этой команды Альфред в 1962 году занял второе место, а в 1963 году вышел в финал Кубка Австрии впервые в истории клуба. Однако в 1964 году клуб предпочёл ему новичка Адольфа Блуча, из-за чего Тайнитцер перешёл в клуб «Линц», в котором и завершил игровую карьеру.
В дальнейшем стал тренером «Линца», после чего работал в этом статусе ещё в двух клубах. По окончании карьеры жил в Линце.

## Карьера в сборной
В 1954 году вошёл в заявку национальной сборной Австрии на чемпионат мира 1954 года в Швейцарии, на котором команда завоевала бронзовые награды. Однако Тайнитцер не появился на поле и так и не провёл ни одного матча в составе сборной.

## Смерть
21 апреля 2021 года Австрийский футбольный союз объявил о смерти Тайнитцера. Он умер последним из состава сборной Австрии, принимавшего участие на чемпионате мира 1954 года.

## Достижения
Рапид (Вена)
- Чемпионат Австрии (2): 1950/1951, 1951/1952
- Кубок Митропы: 1951